# Кочетов, Андрей Алексеевич

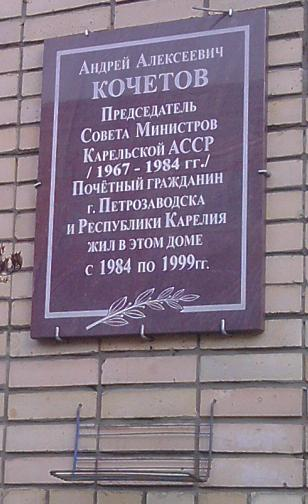
Памятная доска на ул. Герцена, 18 в Петрозаводске

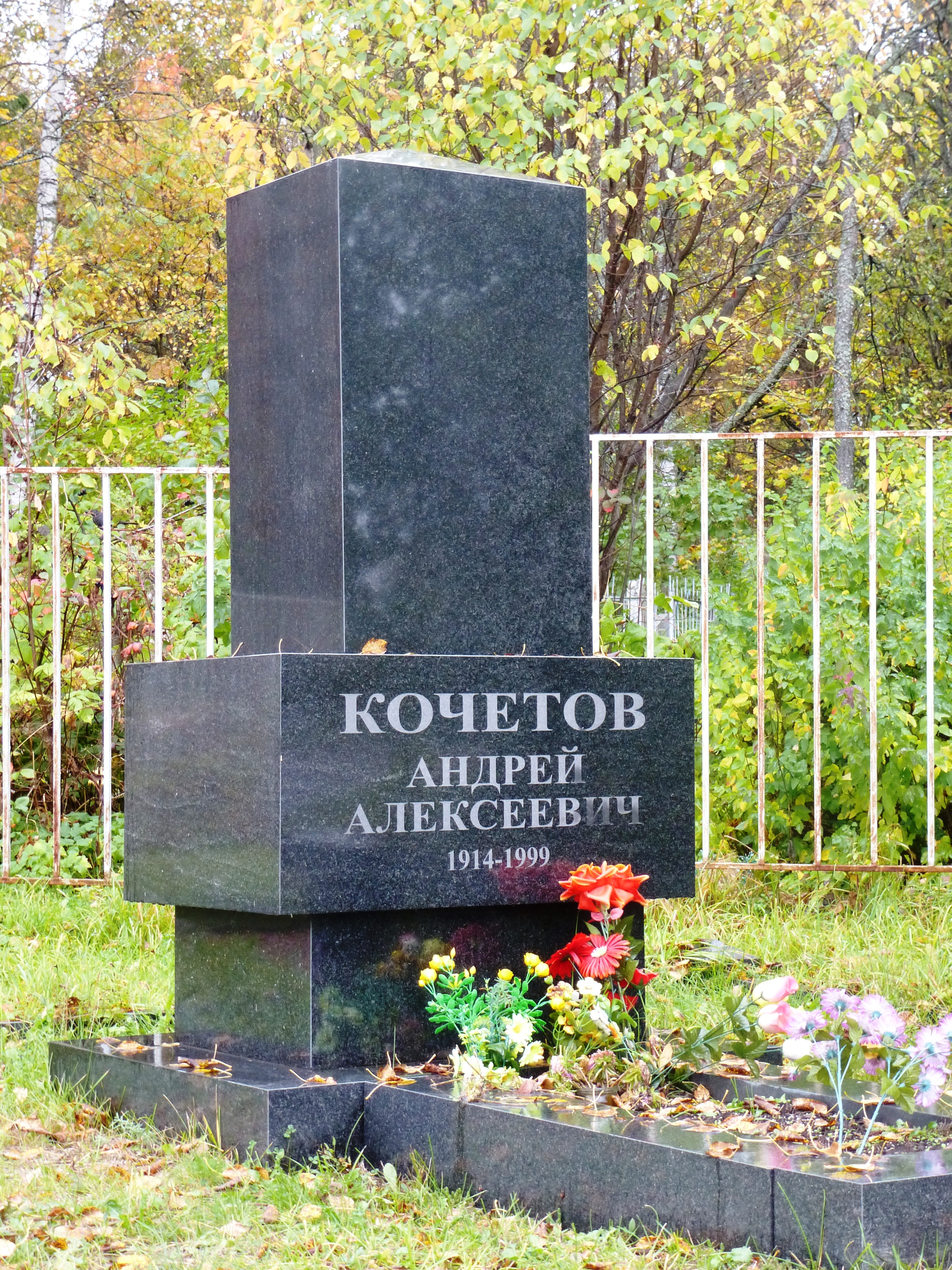
Памятник А. А. Кочетову на Сулажгорском кладбище.

Андре́й Алексе́евич Ко́четов (3 ноября 1914 года, с. Елец-Маланино, Воронежская губерния — 20 декабря 1999 года, Петрозаводск, Республика Карелия) — советский партийный и государственный деятель, Председатель Совета Министров Карельской АССР (1967—1984).

## Биография
Родился в крестьянской семье, учился в школе крестьянской молодёжи. В 1931 году окончил педагогическое училище в г. Усмань. Преподавал в школах и училищах Усманского района, заочно учился на историческом факультете Воронежского педагогического института. Член ВКП(б) с 1940 года.
Участник Великой Отечественной войны, воевал на Северо-Западном, Брянском и Первом Белорусском фронтах. Награждён Орденом Красной Звезды, Орденом Отечественной войны II степени, боевыми медалями.
В 1946—1947 годах — директор средней школы № 1 в г. Усмань.
В январе 1947 года избран 2-м секретарём Усманского районного комитета ВКП(б), в январе 1949 года — 1-м секретарём Лимановского районного комитета ВКП(б) Воронежской области.
В 1952—1956 годах, после окончания курсов Высшая партийная школа при ЦК КПСС, работал инструктором отдела партийных, профсоюзных и комсомольских органов ЦК КПСС.
С 1956 года — заведующий отделом партийных органов Карельского областного комитета КПСС, в 1958 году избран секретарём Карельского областного комитета КПСС.
В 1967—1984 годах — Председатель Совета Министров Карельской АССР.
Избирался делегатом XXIV и XXV съездов КПСС, депутатом Верховного Совета СССР VIII и IX созывов, депутатом Верховного Совета РСФСР X созыва, депутатом Верховного Совета Карельской АССР V—X созывов.
В 1999 году присвоено звание «Почётный гражданин Республики Карелия» и «Почётный гражданин Петрозаводска».
Умер 20 декабря 1999 года, похоронен на Сулажгорском кладбище Петрозаводска.